# Charlayne Woodard
Charlayne Woodard ([ˈwʊdɑːrd] ; * 29. Dezember 1953 in Albany, New York als Charlaine Woodard) ist eine US-amerikanische Schauspielerin.

## Karriere
Ausgebildet wurde Woodard an der Goodman School of Drama in Chicago. 1978 war sie für einen Tony Award in der Kategorie beste Hauptdarstellerin für das Broadwaymusical Ain’t Misbehavin’ nominiert. Für ihre Performance in dem kanadischen Film Hard Feelings (1982) bekam sie eine Nominierung für einen Genie Award.
Seit 1991 ist sie mit dem Anwalt Alan Michael Harris verheiratet.

## Filmografie (Auswahl)
- 1979: Hair
- 1982: Hard Feelings
- 1984: Crackers – Fünf Gauner machen Bruch (Crackers)
- 1985: Spenser
- 1988–1989: Roseanne (Fernsehserie, 5 Episoden)
- 1989: Twister – Keine ganz normale Familie (Twister)
- 1991: Na typisch! (He Said, She Said)
- 1991: Selbstjustiz – Ein Cop zwischen Liebe und Gesetz (One Good Cop)
- 1994, 1996–2000: Chicago Hope – Endstation Hoffnung (Chicago Hope, Fernsehserie, 10 Episoden)
- 1995: Buffalo Girls
- 1996: Hexenjagd (The Crucible)
- 1996: Auge um Auge (Eye for an Eye)
- 2000: The Million Dollar Hotel
- 2000: Unbreakable – Unzerbrechlich (Unbreakable)
- 2002–2011: Law & Order: Special Victims Unit (Fernsehserie, 8 Episoden)
- 2003: Sniper – Der Heckenschütze von Washington (D.C. Sniper: 23 Days of Fear)
- 2006–2007: Emergency Room – Die Notaufnahme (ER, Fernsehserie, 7 Episoden)
- 2012: Bones – Die Knochenjägerin (Bones, Fernsehserie, Episode 8x06)
- 2018–2019: Pose (Fernsehserie, 8 Episoden)
- 2019: Glass
- 2019–2020: Prodigal Son (Fernsehserie)
- 2023: Secret Invasion (Fernsehserie, 5 Episoden)
- 2023: Mayfair Witches (Fernsehserie)